# Czarnieccy herbu Łodzia

Herb Łodzia

Czarnieccy (Czarneccy) herbu Łodzia – polski ród szlachecki wywodzący się ze wsi Czarnca w Małopolsce.

## Historia
Początki rodu sięgają XIV wieku. Pierwszym znanym przedstawicielem rodu był Hieronim który pozostawił po sobie dziedzica, również noszącego imię Hieronim. Hieronim II żył na przełomie XV i XVI wieku i miał syna o imieniu Feliks. Wnukiem Feliksa był Krzysztof (ok. 1564-1636). To jego syn Stefan (1599-1665), ze względu na zasługi w obronie ojczyzny okazał się najsłynniejszym przedstawicielem całego rodu. Wspomina się o nim w treści hymnu narodowego. Stefan Czarniecki był w 1665 r. hetmanem polnym koronnym, wojewodą kijowskim od 1664, wojewodą ruskim od 1657, regimentarzem od 1656, kasztelanem kijowskim od 1652, starostą tykocińskim od 1659.

## Przedstawiciele rodu
- Krzysztof Czarniecki – starosta chęciński i żywiecki.
- Stefan Czarniecki – hetman, syn Krzysztofa.
- Piotr Czarniecki – bohater obrony Częstochowy podczas potopu szwedzkiego, brat Stefana.
- Jan Czarniecki – miecznik krakowski od 1662, podstarości i sędzia grodzki krakowski od 1682.
- Paweł Czarniecki – rotmistrz i pułkownik królewski od 1633 Kawaler maltański od 1662.
- Stefan Stanisław Czarniecki – starosta kaniowski od 1666, pisarz polny koronny od 1672.